# Andrea del Sarto
Andrea del Sarto (Gualfonda, prop de Florència, 16 de juliol del 1486 - 21 de gener del 1531) fou ser un pintor italià del Renaixement. S'inscriu dins de el corrent classicista de l'Alt Renaixement.

## Biografia
Fill d'un sastre (en italià «sarto») anomenat Agnolo di Francesco i de Costanza di Silvestro, també filla d'un sastre, als set anys passà a ser aprenent d'un pintor quasi desconegut anomenat Gian Barile que, en veure els seus grans progressos, l'envià al taller de Piero de Cosimo.
Sarto va começar la seva carrera artística a finals de la dècada de 1490, dins de la tradició quattrocentesca amb Piero di Cosimo, i a inicis de la dècada de 1500 amb Raffaellino del Garbo, fet que John Shearman va justificar amb arguments convincents a la seva monografia de 1965. Fou a l'any 1508 quan Sarto s'independitza, es torna un pintor autònom, sense estar sota la guía de ningú. Les seves primeres obres van ser inspirades directament en els pintors que li resultaven més familiars, com Rafael, Fra Bartolommeo, Leonardo, Franciabigio o Perugino. El primer producte de la seva associació podria haver estat el Baptisme de Crist per a la Compagnia dello Scalzo florentina, l'inici d'una sèrie de frescos en grisalla. Quan l'associació es va dissoldre, l'estil de Sarto tenia el segell de la individualitat. Segons l’Encyclopaedia Britannica, "està marcada al llarg de la seva carrera per un interès, excepcional entre els florentins, pels efectes de color i atmosfera i per la informalitat sofisticada i l'expressió natural de l'emoció".

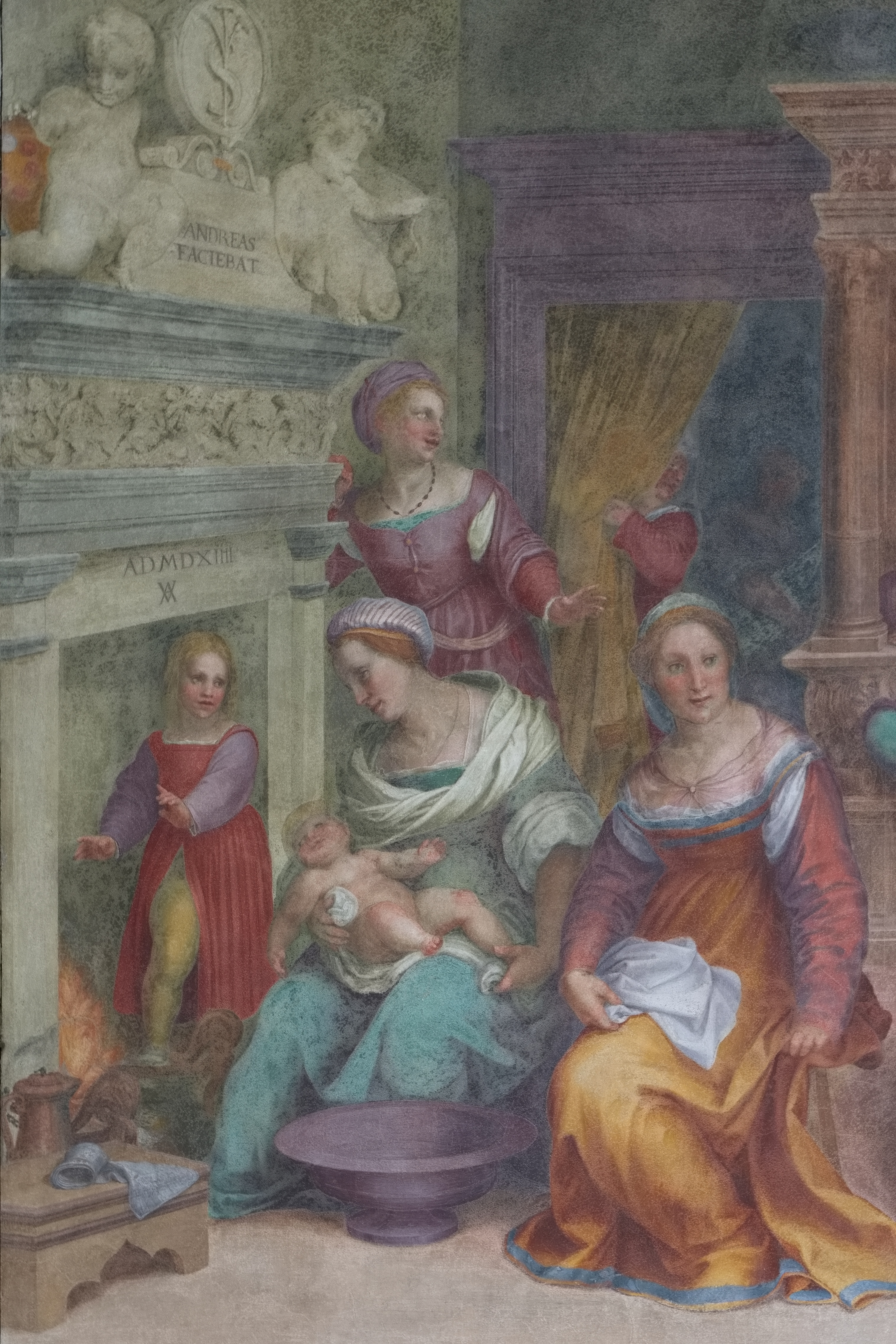
Naixement de la Verge (detall), 1509–10, SS Annunziata, Chiostrino dei Voti, Florència

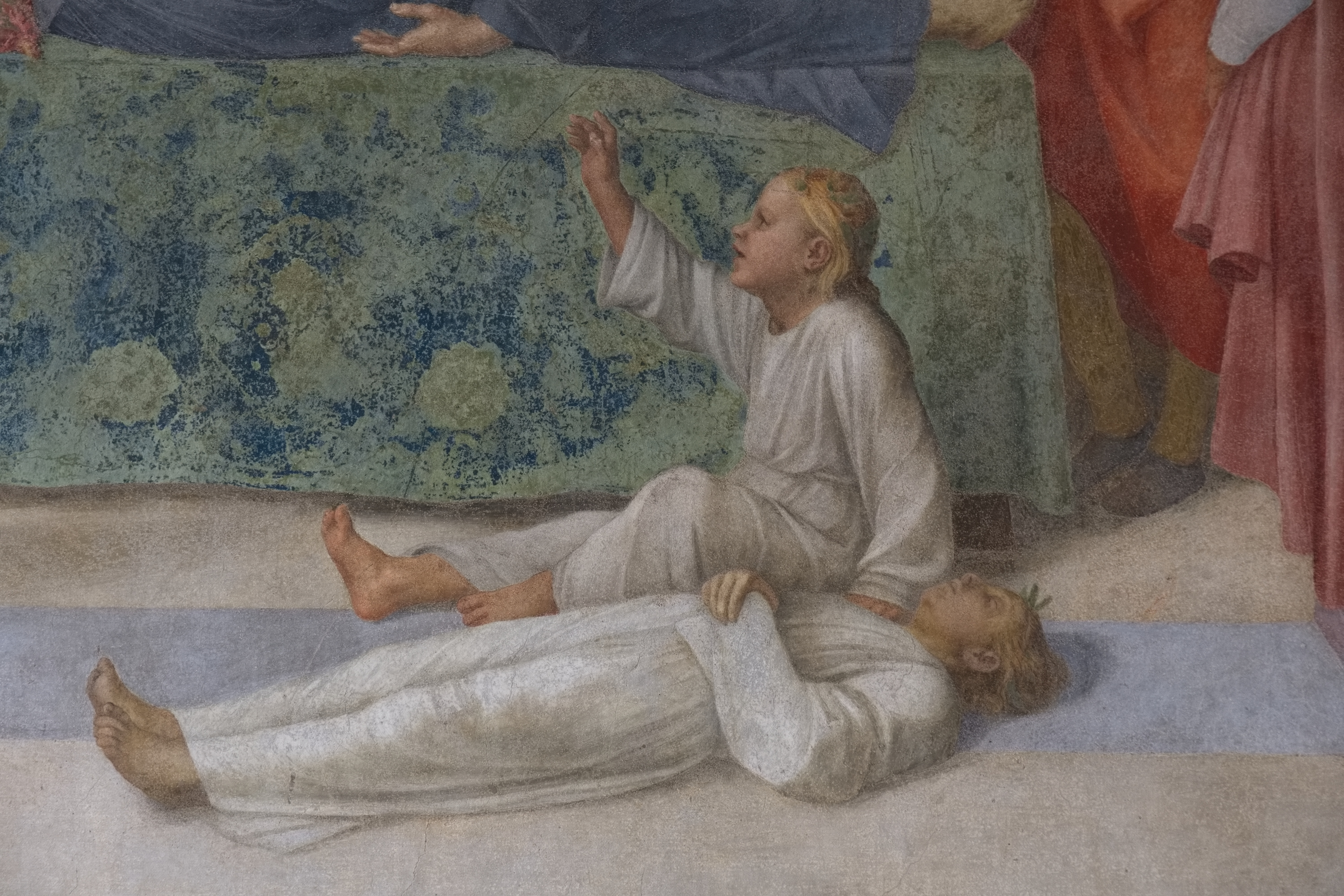
Andrea del Sarto, La mort i el nen restaurat de S Filippo Benizi (detall), 1509f, SS Annunziata, Chiostrino dei Voti, Florència

 Els frares del convent de l'Annunziata li van encarregar completar els frescos inacabats començats l'any 1460 per Alessio Baldovinetti i continuats per Cosimo Rosselli.

### Els frescos del claustre de la Santissima Annunziata de Florència
De 1509 a 1514, l'Orde dels Servites va contractar Del Sarto, Franciabigio i Andrea Feltrini en un programa de frescos a la Basilica della Santissima Annunziata di Firenze. Sarto va completar set frescos a l'avantguarda o atri (el chiostro dei voti) davant l'església dels Servites, cinc dels quals il·lustraven la Vida i els miracles de Filippo Benizzi, un sant servita que va morir el 1285 (canonitzat el 1671). Ho van fer ràpidament, representant el sant curant un leprós amb el regal de la seva túnica; predir el mal final d'alguns blasfems; i restaurar una noia posseïda per un dimoni. Els dos últims frescos de la sèrie representaven la curació d'un nen al llit de mort de Filippo Benizzi i la curació d'adults i nens malalts a través de la seva vestimenta relíquia conservada a l'església. Els cinc frescos es van completar abans de finals de 1510. El contracte original també li obligava a pintar cinc escenes de la vida i els miracles de Sant Sebastià, però va dir als Servites que ja no volia continuar amb el segon cicle, molt probablement per la baixa remuneració. Els Servites el van convèncer perquè fes dos frescos més al pati, encara que d'una temàtica diferent: una Processó dels Reis Mags (que conté un autoretrat) acabada el 1511 i un Naixement de la Verge. Aquestes pintures es van respectar, la correcció dels contorns era especialment admirada, i van fer guanyar a Sarto el sobrenom d'"Andrea senza errori" (Andrea el perfecte). Cap a l'any 1512 va pintar una Anunciació (Anunciació de San Gallo) a l’Església de Sant Gal·lo i uns Noces de Santa Caterina (Dresden).
El 1514 Andrea havia acabat els seus dos últims frescos al Chiostro dei Voti (SS. Annunziata), inclosa la seva obra mestra, la Nativitat de la Verge, que fusiona la influència de Leonardo, Ghirlandaio i Fra Bartolomeo. El novembre de 1515 havia acabat al Chiostro proper de la Confraria de Sant Joan Baptista, comunament conegut com l'Escalsà l'Al·legoria de la Justícia i el Baptista predicant al desert, seguit el 1517 per Joan Batejant el Poble.
Es creu que va viatjar a Roma vers el 1510, cosa que li hauria permès conèixer els desenvolupaments pictòrics de Rafael en l'Adoració dels Reis Mags (1511) i en El Naixement de la Mare de Déu (1514). El seu llenguatge formal, d'una narrativa pròpia del segle xv, s'enriqueix amb les matisades atmosferes i els estilismes propis de Leonardo i Rafael. El gran nombre de dibuixos del període següent, que li van donar fama com a dibuixant, el mostren molt atent als ensenyaments de Miquel Àngel, a la singularització de la imatge plàstica —com a la Mare de Déu amb infant i sant Joan nen de la Galeria Borghese, en què a més dels escorços de la cara de l'infant i del braç tens de sant Joan, la representació mostra un dinamisme frenètic, accentuat per la freda composició dels colors.
L'any 1514, va començar a treballar en els frescos monocroms del claustre Scalzo de Florència, que completarà, amb moltes interrupcions, el 1526, i es constituirà en una llarga experiència que travessà tota la seva obra.
Es dedicà al retrat de manera esporàdica. Aquest era un gènere molt allunyat dels interessos d'Andrea, més inclinat a l'articulació complexa de la figuració, com es pot apreciar en el Retrat de Dona, al Museu del Prado, que representa la seua muller; o en el Retrat d'escultor, avui dia a Londres, en el qual hi ha qui ha vist el seu amic Jacopo Sansovino o fins i tot Baccio Bandinelli.

### Visita a França
Abans de finals de 1516, una Pietat de la composició de Del Sarto, i després una Madonna, van ser enviades a la cort francesa. Això va provocar una invitació de Francesc I de França, el 1518, per al qual ja havia fet a Florència una Mare de Déu amb infant, santa Isabel i sant Joan nen, actualment al Louvre, i altres obres avui perdudes. El llenç té una qualitat pictòrica propera al guix, senyal de la crisi amb la qual els seus contemporanis Rosso Fiorentino i Pontormo s'inclinaran vers les deformacions manieristes, mentre que Andrea, un cop esgotada la seva vena original, opta per la reelaboració de motius antics, sovint confiats al seu taller. i va viatjar a París el juny d'aquell any, juntament amb el seu alumne Andrea Squarzzella, deixant la seva dona, Lucrezia, a Florència.
Segons Giorgio Vasari, alumne i biògraf d'Andrea, Lucrècia va escriure a Andrea i li va demanar que tornés a Itàlia. El rei va assentir, però només entenent que la seva absència de França havia de ser breu. Aleshores va confiar a Andrea una suma de diners per gastar en la compra d'obres d'art per a la Cort francesa. Segons Vasari, Andrea va agafar els diners i els va utilitzar per comprar-se una casa a Florència, arruïnant així la seva reputació i impedint-li tornar mai a França. La història va inspirar el poema-monòleg de Robert Browning Andrea del Sarto Called the 'Faultless Painter'  (1855), però ara alguns historiadors creuen que és apòcrif.

### Treballs posteriors a Florència
Tornà a Florència l'any 1520. Hi va renovar les tradicionals imatges de les «Pietà» florentines, tal com es pot apreciar en les composicions que avui dia es conserven a Viena i al Palau Pitti, aquesta última pintada per a les monges de Sant Pere de Luco, a Mugello —on Andrea s'havia refugiat l'any 1523 fugint de l'epidèmia de pesta— i inspirada en la Pietat de Fra Bartolomeo. Va executar la Fe i la Caritat en el claustre del Scalzo. Aquests van ser succeïts per la Dansa de la Filla d'Herodias, la Decapitació del Baptista, la Presentació del seu cap a Herodes, una al·legoria de l'Esperança, l'Aparició de l'Àngel a Zacaries (1523) i la Visitació monocromàtica. Aquesta última va ser pintada en la tardor de 1524, després que Andrea havia tornat de Luco en Mugello, on un brot de Pesta bubònica a Florència l'havia portat a ell i a la seva família. En 1525 va tornar a pintar en el claustre d'Annunziata la Madonna del Sacco, una paleta anomenada després d'un sac contra el qual José està representat. En aquesta pintura el vestit de la generosa verge i la seva mirada indiquen la seva influència en l'estil primerenc de pupil·la Pontormo.
En el quadre de la Mare de Déu de la Scala (~1522), l'atenció del pintor se centra en la definició d'un progressiu rigor en la composició, reafirmant els efectes de la monumentalitat compositiva, que expressen en les figures una naturalesa substancial.
El 1523 Andrea va pintar una còpia del grup de retrats del papa Lleó X per Rafael; aquesta còpia es troba ara al Museo di Capodimonte de Nàpols, mentre que l'original es conserva al Palau Pitti. El quadre de Rafael era propietat d’Ottaviano de' Medici, i el va demanar Frederic II Gonzaga, duc de Màntua. No volia separar-se de l'original, Ottaviano va retenir Andrea per produir una còpia, que va passar al duc com a original. La imitació va ser tan fidel que fins i tot Giulio Romano, que ell mateix havia manipulat l'original fins a cert punt, es va enganyar completament; i, en ensenyar la còpia anys després a Vasari, que sabia la veritat, es va poder convèncer que no era genuïna només quan Vasari li va assenyalar una marca privada a la tela.
L'obra final d'Andrea a l'Scalzo va ser la Nativitat del Baptista (1526). L'any següent va completar el seu últim quadre important, un Últim Sopar a San Salvi (ara un suburbi interior de Florència), en el qual tots els personatges semblen retrats. L'església és ara el Museo del Cenacolo di Andrea del Sarto.
Alguns dels seus quadres es consideraven autoretrats. Antigament es creia que un retrat d'un home jove a la National Gallery de Londres era un autoretrat, com ho era el Retrat de Becuccio Bicchieraio a la National Gallery of Scotland, però ara se sap que no ho són. Hi ha un autoretrat al castell d'Alnwick, un jove d'uns vint anys, amb el colze sobre una taula. Un altre retrat juvenil es troba a la Galeria dels Uffizi, i el Palau Pitti en conté més d'un.

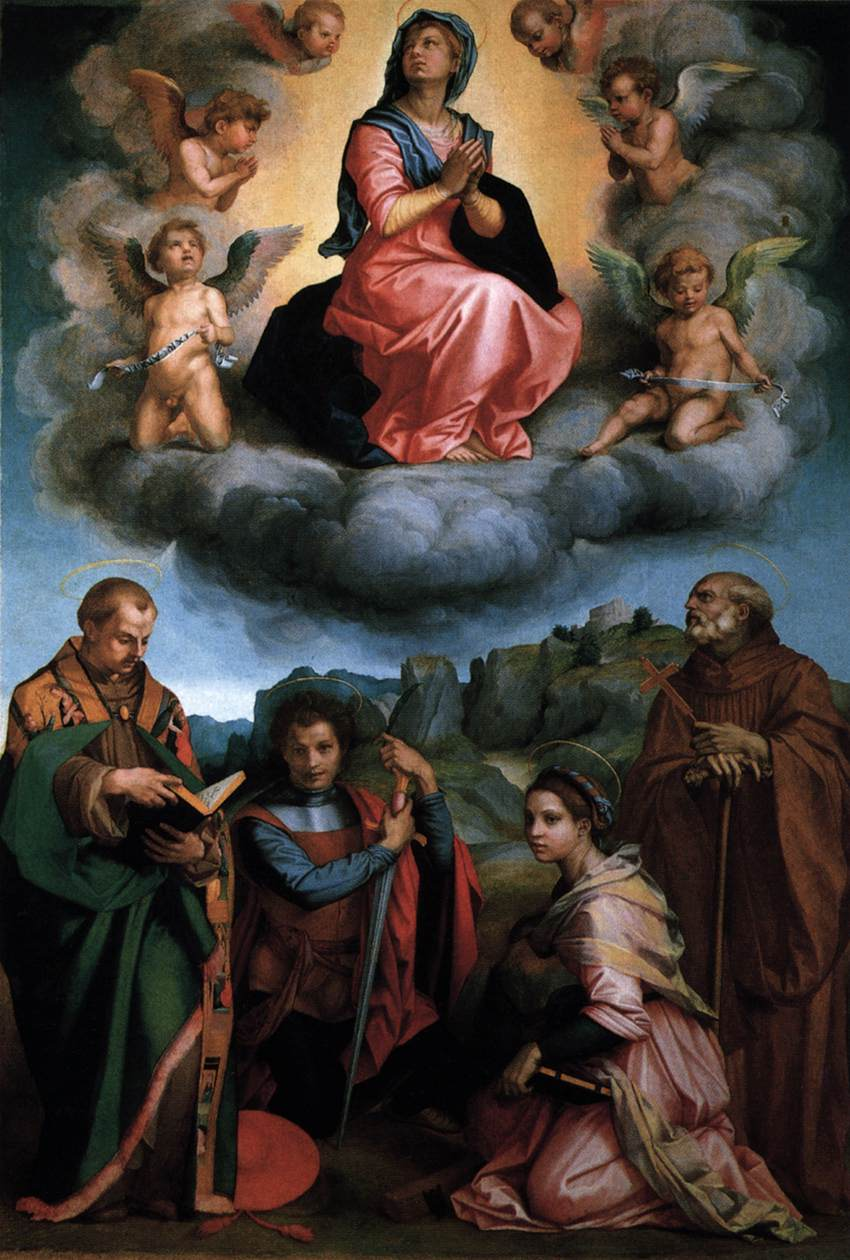
Assumpció de la Verge (Retaule de Poppi), 1530

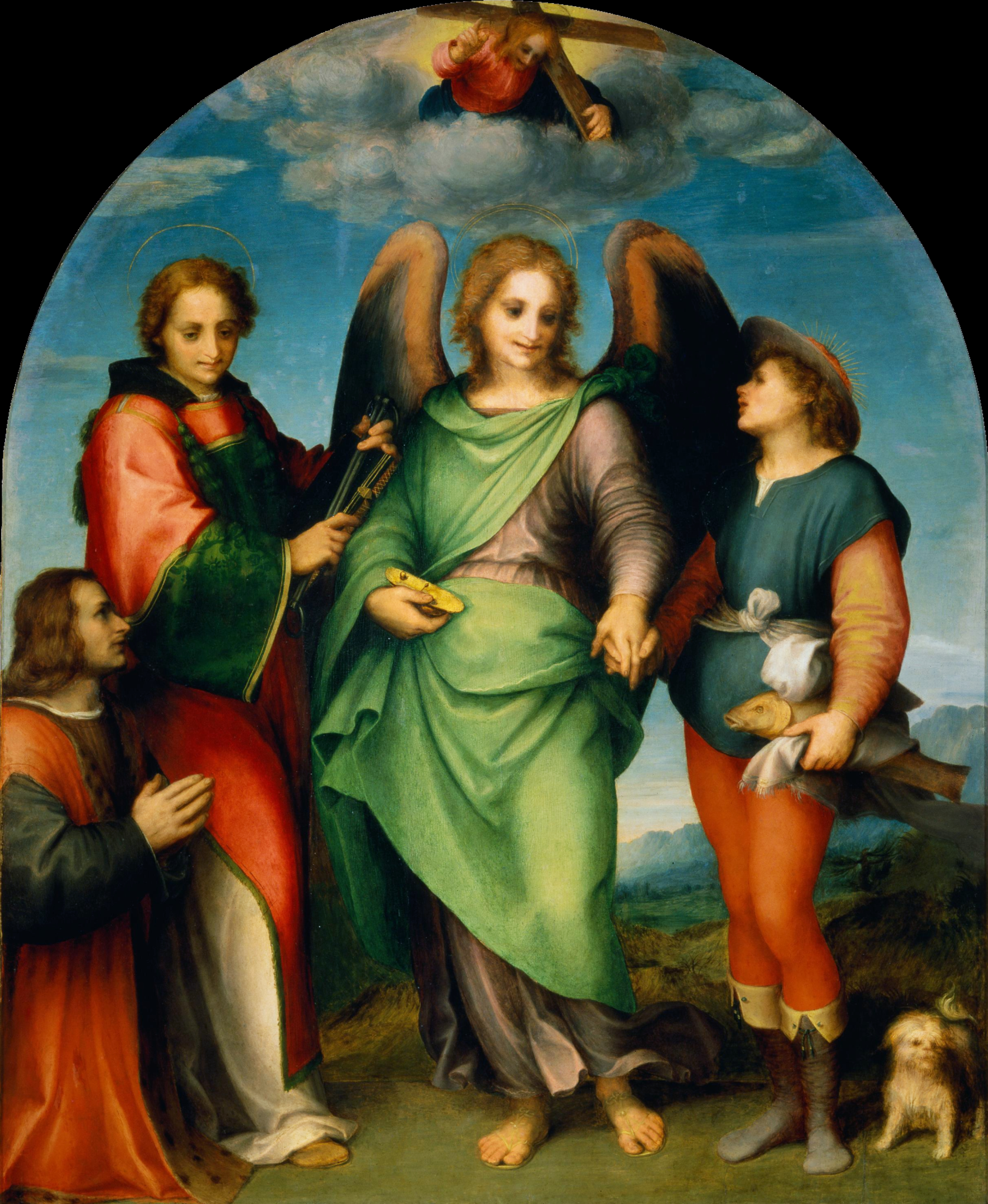
Andrea del Sarto, Arcangel Rafael amb Tobias, Viena, Kunsthistorisches Museum, 1512

### Madonna de les Harpies

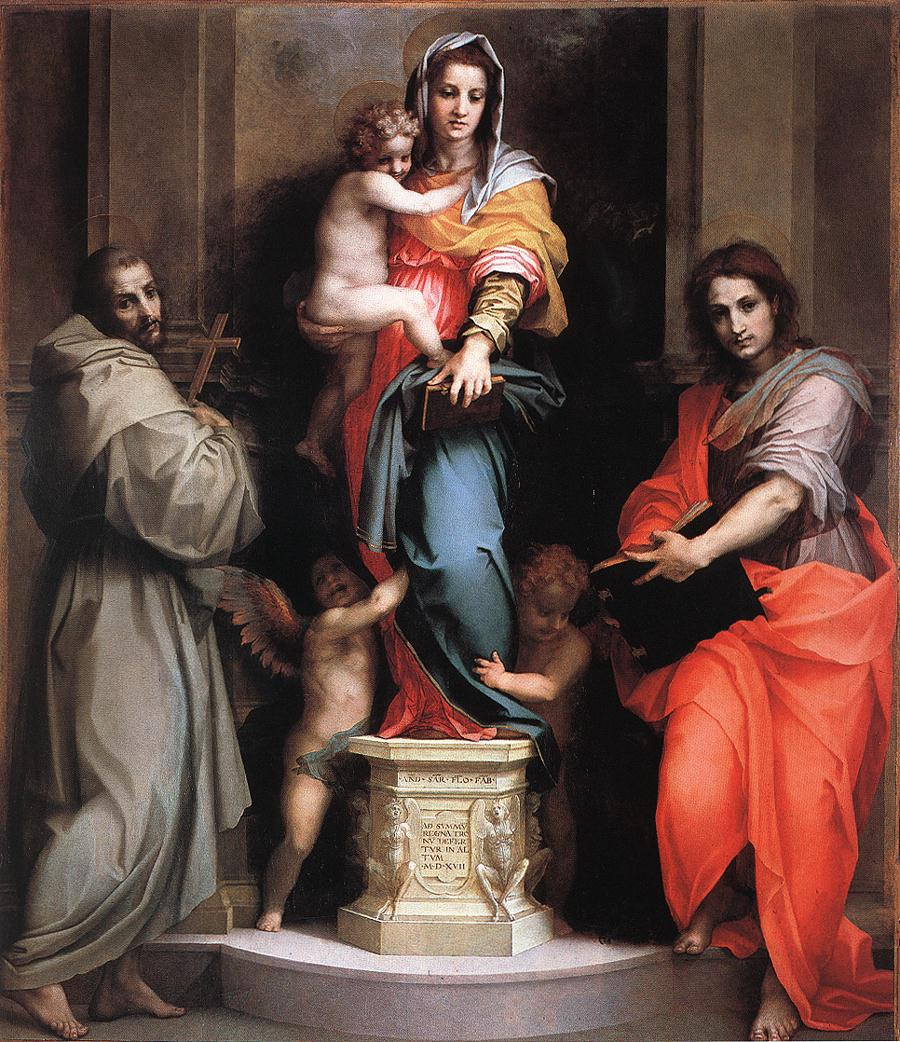
La Mare de Déu de les Harpies, 1517

La Mare de Déu de les Harpies és una representació de la Mare de Déu amb el nen sobre un pedestal, flanquejat per dos sants (Bonaventura o Francesc i Joan Evangelista), i als seus peus dos querubins. El pedestal està decorat amb un relleu que representa algunes figures femenines interpretades com a harpies i així va donar lloc, en anglès, al nom del quadre. Completat originalment el 1517 per al convent de San Francesco dei Macci, el retaule ara resideix a la Galeria dels Uffizi. En una Itàlia inundada d'un tsunami de Madonnas, seria fàcil passar per alt aquesta obra; tanmateix, aquest esquema copiat habitualment també es presta a la comparació del seu estil amb el dels seus contemporanis. Les figures tenen una aura semblant a Leonardo da Vinci, i la piràmide estable de la seva composició proporciona una estructura unificada. D'alguna manera, la seva rígida adhesió és més clàssica que la de Leonardo da Vinci, però menys que les representacions de la Sagrada Família de Fra Bartolomeo.

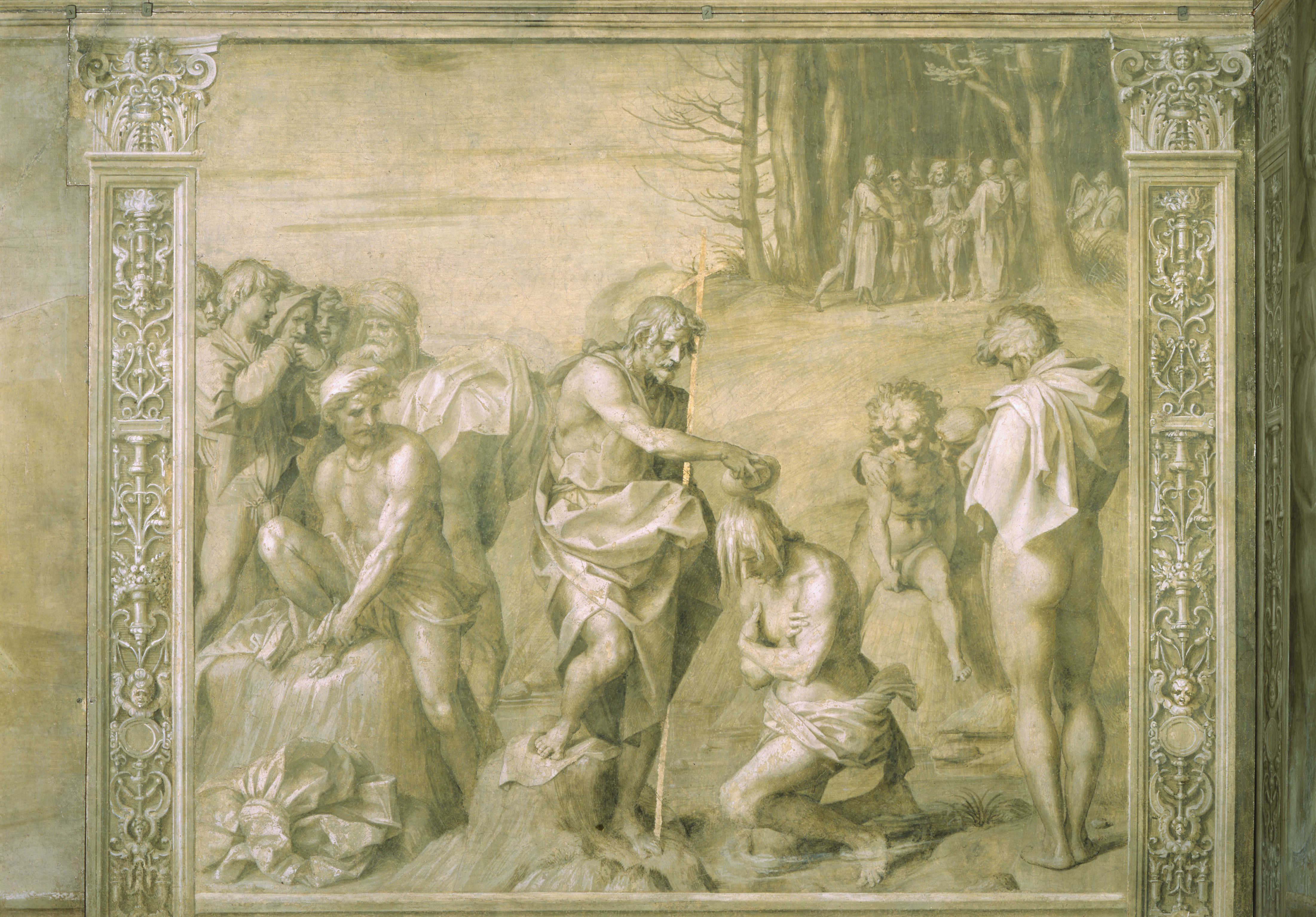
El monument més ambiciós de Del Sarto, pel que fa al temps que hi va dedicar. Es la sèrie de griselles del Chiostro dello Scalzo.

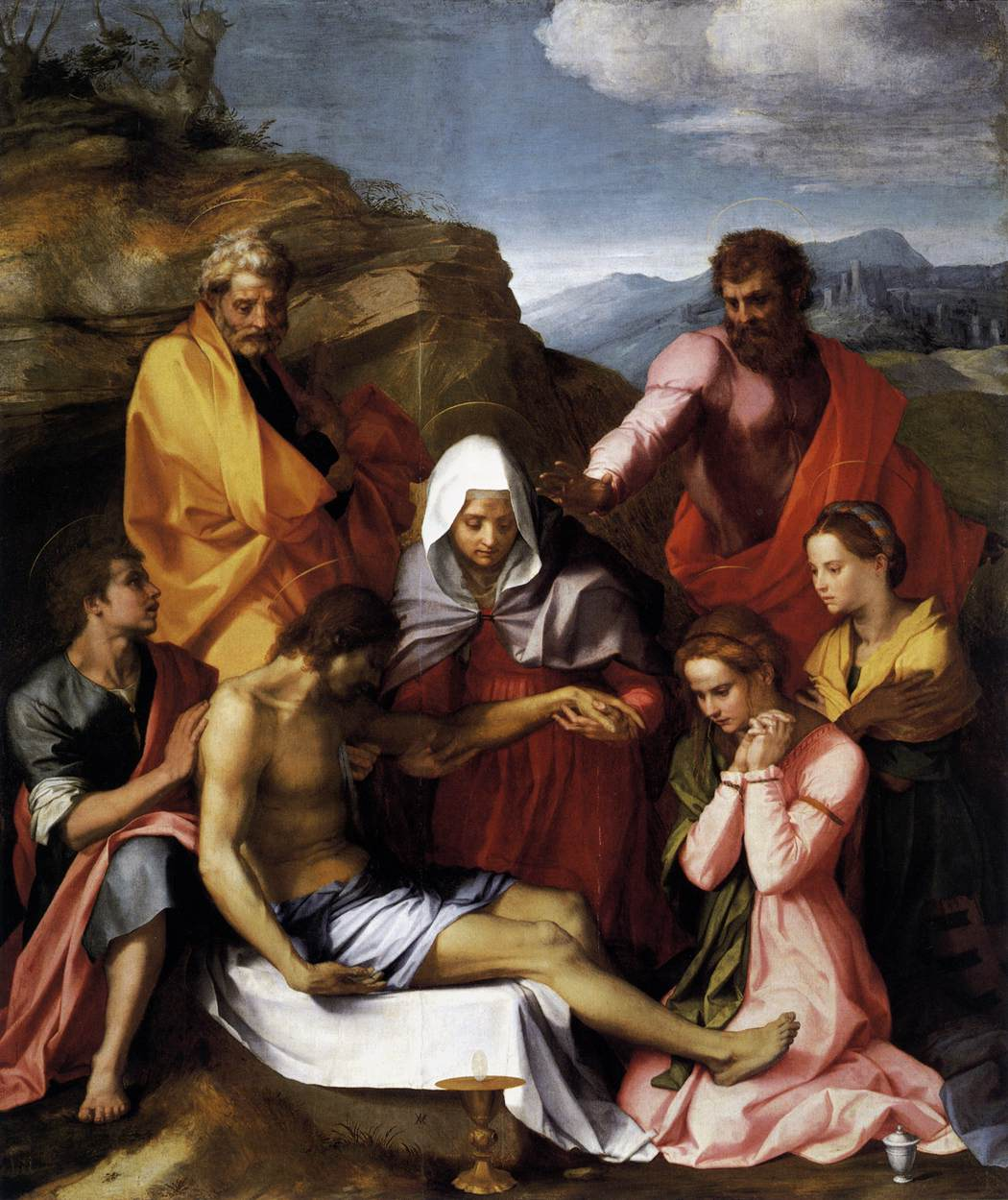
Pietat amb sants, 1523–24

## Vida personal
Andrea es va casar amb Lucrezia (del Fede), vídua d'un barreter anomenat Carlo di Domenico Berrettaio, de Recanati, el 26 de desembre de 1512. Lucrezia apareix en moltes de les seves pintures, sovint com una Madonna. No obstant això, Vasari la descriu com "infidel, gelosa i rar amb els aprenents". Es caracteritza de manera similar al poema de Robert Browning.
Andrea va morir a Florència als 44 anys durant un brot de pesta bubònica a finals de setembre de 1530. Va ser enterrat sense cerimònies per la Misericòrdia a l'església dels Servites. A Lives of the Artists, Vasari va afirmar que Andrea no va rebre cap atenció de la seva dona durant la seva malaltia terminal. No obstant això, en aquell moment era ben conegut que la pesta era altament contagiosa, per la qual cosa s'ha especulat que Lucrècia simplement tenia por de contraure la malaltia virulenta i freqüentment mortal. Si és cert, aquesta precaució ben fonamentada va ser recompensada, ja que va sobreviure al seu marit 40 anys.

## Valoració crítica i llegat
Va ser Miquel Àngel qui havia introduït Vasari el 1524 a l'estudi d'Andrea. Es diu que pensava molt bé en els talents d'Andrea. Dels que inicialment van seguir el seu estil a Florència, els més destacats haurien estat Jacopo Pontormo, però també Rosso Fiorentino, Francesco Salviati i Jacopino del Conte. Altres ajudants i alumnes menys coneguts són Bernardo del Buda, Lamberto Lombardi, Nannuccio Fiorentino i Andrea Squazzella.
Vasari, però, va ser molt crític amb el seu mestre, al·legant que, tot i tenir tots els requisits previs d'un gran artista, li mancava ambició i aquell foc diví d'inspiració que va animar les obres dels seus contemporanis més famosos: Leonardo da Vinci, Miquel Àngel i Rafael.
El 21 de novembre de 1848 es va estrenar a París l'obra André del Sarto, d’Alfred de Musset.
El 1968 l'òpera Andrea del Sarto del compositor francès Jean-Yves Daniel-Lesur es va basar en l'obra de 1848 d'Alfred de Musset.

## Antologia parcial d'obres

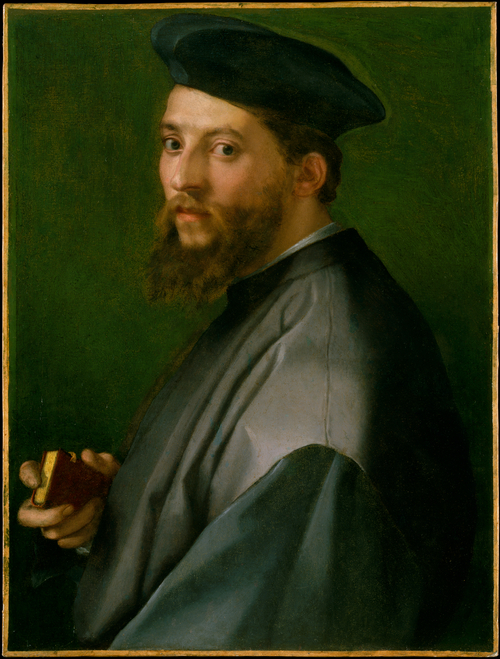
Retrat d'un home, Museu Metropolitan d'Art

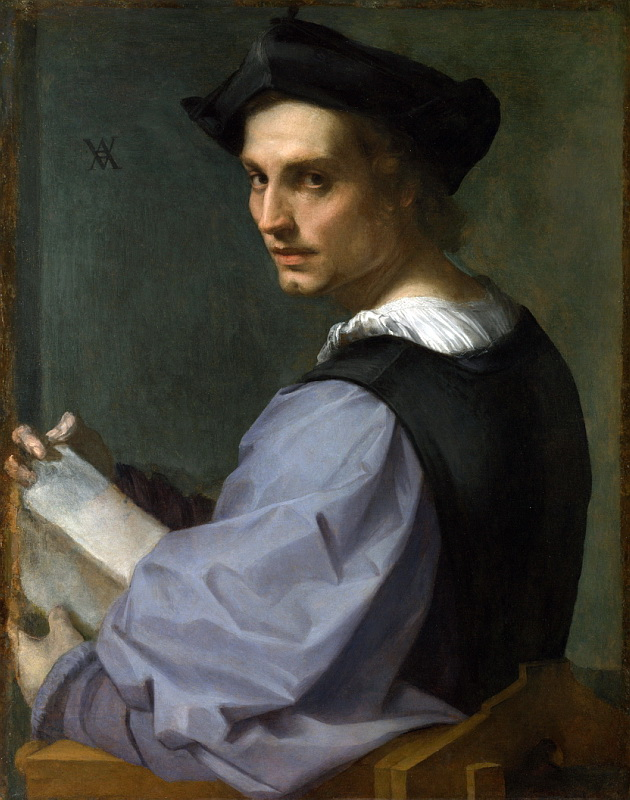
L'anomenat Retrat d'un escultor, durant molt de temps es va creure que era l'autoretrat de Del Sarto. Galeria Nacional.

- Sagrada Família amb Sant Pere Màrtir (1507–1508, Pinacoteca di Bari)
- Noli me tangere (c. 1510, Museu del Cenacolo di Andrea del Sarto, Florència)
- Esponsals de Santa Catalina (Dresden, Gemäldegalerie, ca. 1512-12).
- Verge, Nen, Isabel i Joan Baptista (c. 1513, National Gallery, Londres)
- Retrat de la dona de l'artista (1513–1514, Museu del Prado, Madrid)
- Nativitat de la Verge (1513–1514, Santissima Annunziata, Florència)
- Mare de Déu de les Harpies (Verge i Nen, amb Sant Francesc, Sant Joan Evangelista i dos àngels) (1517, pintat a S. Francesco, ara als Uffizi, Florència)
- Retrat d'un home jove (1517–18, National Gallery, Londres)
- Caritat (1518, Louvre, París)
- Juli Cèsar rep un homenatge (c. 1520, fresc a Poggio a Caiano; completat per Alessandro Allori)
- Verge envoltada de sants (Palau Pitti, Florència)[20]
- Madonna della Scala (c. 1522–1523, Museu del Prado, Madrid)
- Assumpció de Panciatichi (c. 1522–1523, Galleria Palatina, Palau Pitti, Florència)
- Pietà (1523–1524, Galleria Palatina, Palau Pitti, Florència)
- Assumpció Passerini (1526, Galleria Palatina, Palau Pitti, Florència)
- L'Últim Sopar (1511–1527, Museu del Cenacolo di Andrea del Sarto, Florència)
- La disputa sobre la Trinitat (c. 1528, retaule per a l’església de San Gallo, ara als Uffizi, Florència)
- Retaule de Gambassi (c. 1528, Galleria Palatina, Palau Pitti, Florència)
- Sagrada Família Barberini (c. 1528, Galleria Nazionale di Arte Antica, Palazzo Barberini, Roma)
- Sant Jaume amb dos joves (c. 1528–1529, Uffizi, Florència)
- Políptic de Vallombrosa (c. 1528–1529, Uffizi, Florència)
- Sagrada Família amb Joan Baptista (c. 1529, Hermitage, Sant Petersburg)
- Sagrada Família Borgherini (c. 1529, Metropolitan Museum, Nova York)
- Sagrada Família Mèdici (c. 1529, Galleria Palatina, Palazzo Pitti, Florència)
- Madonna en glòria amb quatre sants (1530, Galleria Palatina, Palazzo Pitti, Florència)